# Englische Kratzdistel
Die Englische Kratzdistel (Cirsium dissectum) ist eine Pflanzenart aus der Gattung der Kratzdisteln (Cirsium), die  zur Unterfamilie der Carduoideae innerhalb der Familie der Korbblütler (Asteraceae) gehört.

## Beschreibung

### Vegetative Merkmale
Es handelt sich um eine ausdauernde krautige Pflanze, die Wuchshöhen von etwa 30 bis 100 Zentimeter erreicht. Sie bildet ein Rhizom aus. Der Stängel ist im Gegensatz zu einigen anderen Kratzdistel-Arten nicht dornig geflügelt und im oberen Teil nur wenig und klein beblättert. Er ist aufrecht, fast immer einfach und bis zur Mitte beblättert. Die unteren Laubblätter sind länglich, fiedrig gelappt bis ungeteilt, ringsum ungleich dornig gewimpert, 8 bis 25 cm lang und 2 bis 3 cm breit. Sie sind oberseits grün und unterseits grau spinnwebig-wollig. Es sind meist nur 3 bis 5 Stängelblätter vorhanden. Die unteren sind in einen den Stängel geöhrt umfassenden Stiel verschmälert, die oberen sind ungeteilt, lineal-lanzettlich und sitzend.

### Generative Merkmale
Blütezeit ist Juni bis Juli. Pro Stängel wird meist nur ein körbchenförmiger Blütenstand entwickelt, der eine Höhe von 2,5 bis 3 cm und einen Durchmesser 2 bis 2,5 cm aufweist und nur Röhrenblüten enthält. Die Hülle ist eiförmig-walzlich; die Hüllblätter sind lanzettlich, zugespitzt mit sehr kurzer, feiner Stachelspitze und tragen auf dem Rücken sehr schmale und zarte Harzstriemen. Die zwittrigen Röhrenblüten sind purpurrot. Die Blütezeit reicht von Juni bis Juli. Die glatte Achäne ist 3 bis 4 mm lang, wiegt 1,3 bis 3,6 mg und besitzt einen über 1 Zentimeter langen, rein-weißen Pappus.
Eine ähnlich aussehende Art ist die Knollen-Kratzdistel (Cirsium tuberosum), die gelegentlich irrtümlicherweise als Synonym der Englischen Kratzdistel genannt wird. Sie besitzt jedoch spindelförmig verdickte Wurzeln.
Die Chromosomenzahl beträgt 2n = 34.

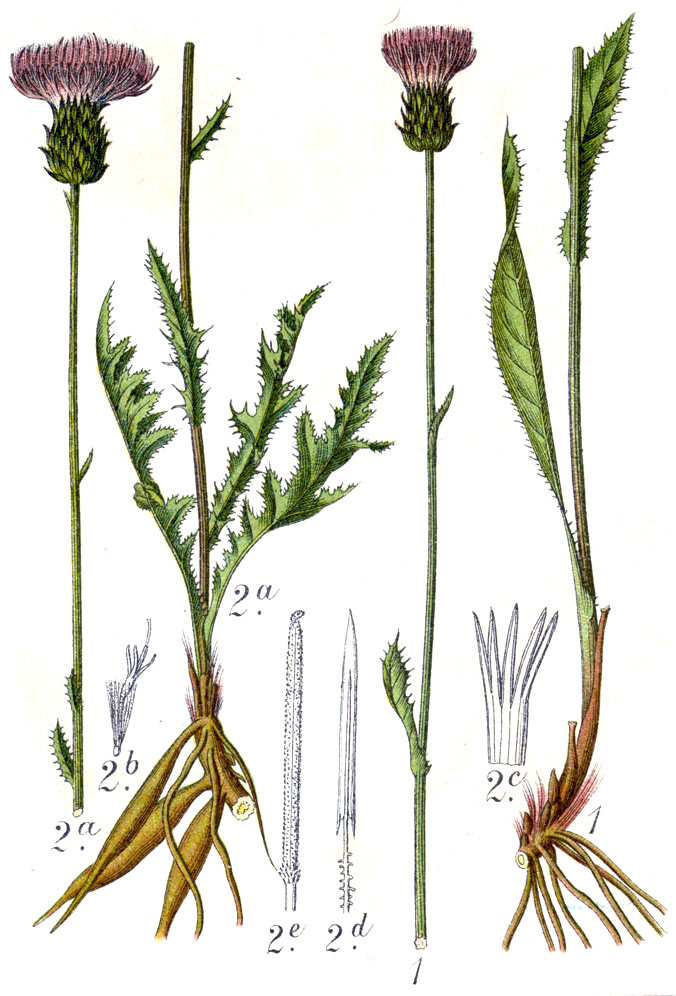
Englische Kratzdistel, Illustration

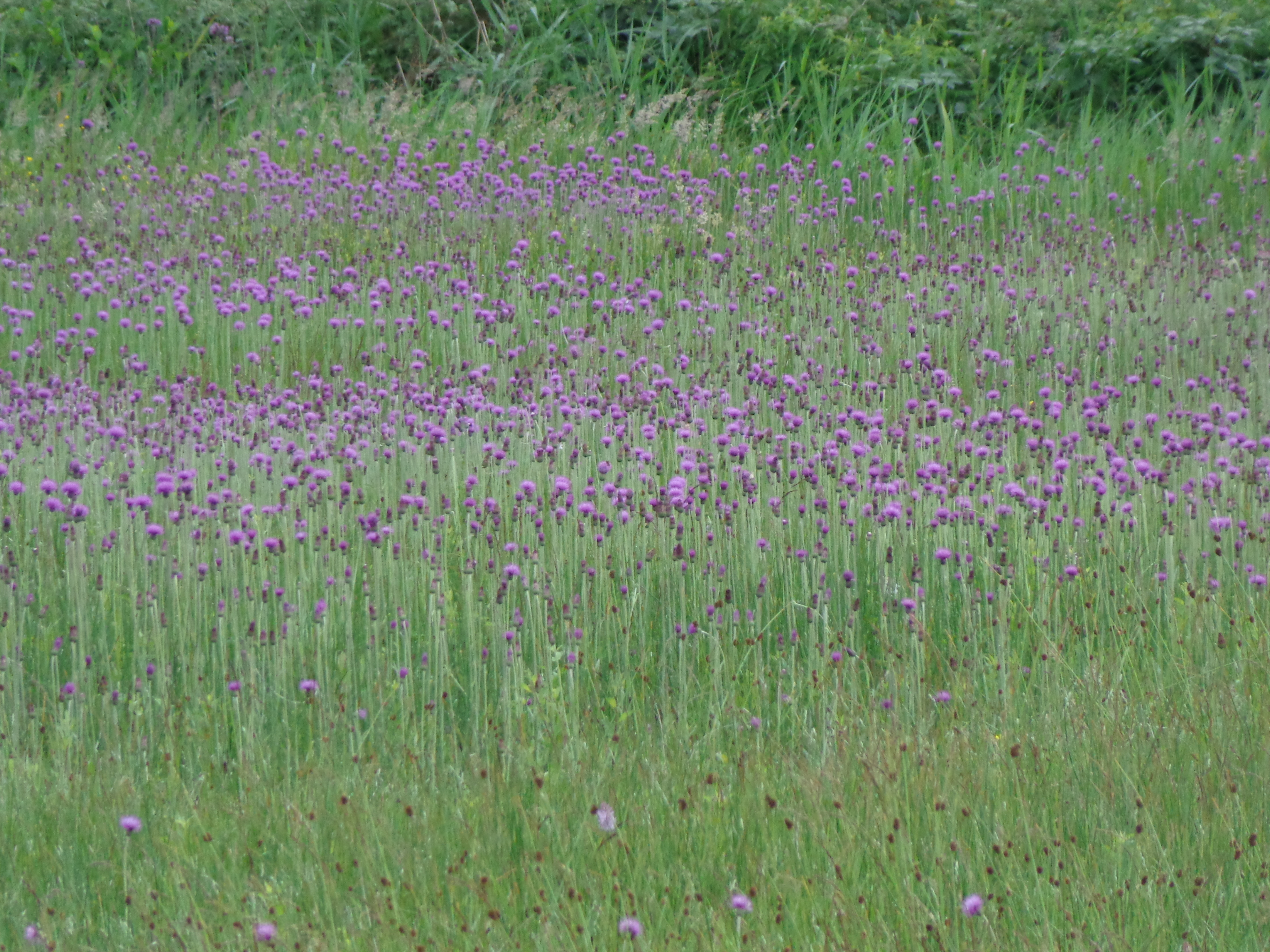
Bestand der Englischen Kratzdistel in den Niederlanden

## Vorkommen
Die Englische Kratzdistel ist ausgesprochen atlantisch verbreitet – sie besiedelt das nordwestliche Europa. Es gibt Vorkommen in Frankreich, Großbritannien, Irland, Belgien, den Niederlanden und Deutschland.
In Deutschland wird nur der äußerste Nordwesten des norddeutschen Tieflandes in Grenznähe zu den Niederlanden erreicht, insbesondere ist Ostfriesland zu nennen.
Cirsium  dissectum wächst in mageren Grünlandgesellschaften, vor allem in Binsen-Pfeifengras-Wiesen, auch an Hochmoorrändern mit Feuchtheiden und Borstgrasrasen (zum Beispiel zusammen mit dem Teufelsabbiss). Die Standorte zeichnen sich durch feuchte bis nasse, nährstoff- und basenarme Bedingungen aus; meist handelt es sich um ehemalige Nieder- und Hochmoore. Sie ist eine Charakterart des Caro-verticillati-Juncetum acutiflori aus dem Verband Juncion acutiflori.

### Besonderheit
Erst 1876 wurde diese Art bei Leer für Deutschland nachgewiesen. Möglicherweise begünstigt durch Moorkultivierung und zunehmende Grünlandnutzung konnte sich die Englische Kratzdistel wohl von den Niederlanden kommend ausbreiten. Seit Mitte des 20. Jahrhunderts befinden sich die Bestände aufgrund von intensiven Entwässerungsmaßnahmen, Flurbereinigung und Düngereinsatz allerdings in anhaltendem Rückgang. Im Hauptvorkommen in Niedersachsen und damit auch bundesweit gilt die Art als „stark gefährdet“. In den Niederlanden wird sie als „vrij zeldzam“ (zerstreut) und „zeer stark afgenomen“ (sehr starke Rückgangstendenz) eingestuft.

## Systematik und Taxonomie
Cirsium dissectum gehört in der Gattung Cirsium zur Sektion Cirsium (Syn.: Cirsium Sect. Chamaeleon DC.).
Die Englische Kratzdistel wurde 1753 von Carl von Linné in Species Plantarum Tomus 2, S. 822 als Carduus dissectus erstbeschrieben. Die Art wurde von John Hill in Hortus Kewensis, ed. 1, S. 63, 1768 als Cirsium dissectum (L.) Hill in die Gattung Cirsium gestellt. Für Cirsium dissectum (L.) Hill gibt es folgende Synonyme: Cirsium tuberosum (L.) All. subsp. anglicum (Lam.) Braun-Blanq., Cnicus pratensis (Huds.) Willd., non Lam., Cirsium anglicum (Lam.) DC.

## Einzelbelege
1. 1 2 3 4 5 6  Gerhard Wagenitz et al.: Familie Compositae II. In Gustav Hegi: Illustrierte Flora von Mitteleuropa. 2. Auflage Band VI, Teil 3, Seite 887–888. Verlag Paul Parey, Berlin, Hamburg 1987. ISBN 3-489-86020-9
2. 1 2   Erich Oberdorfer: Pflanzensoziologische Exkursionsflora für Deutschland und angrenzende Gebiete. Unter Mitarbeit von Angelika Schwabe und Theo Müller. 8., stark überarbeitete und ergänzte Auflage. Eugen Ulmer, Stuttgart (Hohenheim) 2001, ISBN 3-8001-3131-5, S. 966.
3. 1 2 3  Werner Greuter (2006+): Compositae (pro parte majore). – In: W. Greuter & E. von Raab-Straube (Hrsg.): Compositae. Euro+Med Plantbase - the information resource for Euro-Mediterranean plant diversity. 
Datenblatt Cirsium dissectum In: Euro+Med Plantbase - the information resource for Euro-Mediterranean plant diversity.
4. ↑  Vergleiche Nederlandse Rode Lijst (planten) in der niederländischen Wikipedia.
5. ↑  Natasha de Vere: Cirsium dissectum. In: Journal of Ecology, 2007, Volume 95, Issue 4, Seiten 876–894. doi:10.1111/j.1365-2745.2007.01265.x